# Cheratodermia di Sybert
La cheratodermia di Sybert  è un'anomalia della cheratinizzazione a trasmissione autosomica dominante.

## Epidemiologia
La patologia è estremamente rara. Si manifesta nell'infanzia, generalmente entro i 4-5 anni.

## Eziologia
È probabilmente dovuta a mutazioni in un gene nel cromosoma 1, locus 1p. Altre mutazioni che potrebbero essere responsabili dello sviluppo della patologia si pensa siano a carico del gene della cheratina 1 (KRT1).

## Istopatologia
Nello strato corneo si riscontra un elevato accumulo di cellule infarcite di lipidi. I granuli di cheratoialina sono anomali per struttura e distribuzione. Nello strato corneo vi sono alterazioni nell'aggregazione tra filaggrina e cheratine.

## Clinica
Si verifica un'ipercheratosi che coinvolge tutta la superficie della mano e del piede, estendendosi ai gomiti, ginocchia, stinchi, inguine, faccia posteriore degli avambracci e piega interglutea.

## Diagnosi
È prevalentemente istologica.

## Trattamento
È basata sull'utilizzo di isotretinoina.